# Mern Sogn
Mern Sogn er et sogn i Stege-Vordingborg Provsti (Roskilde Stift).
I 1800-tallet var Mern Sogn et selvstændigt pastorat. Det hørte til Bårse Herred i Præstø Amt. Mern sognekommune blev ved kommunalreformen i 1970 indlemmet i Langebæk Kommune, der ved strukturreformen i 2007 indgik i Vordingborg Kommune.
I Mern Sogn ligger Mern Kirke.
I sognet findes følgende autoriserede stednavne:
- Bugtved Skov (bebyggelse)
- Høvdingsgaard (ejerlav, landbrugsejendom)
- Kindvig (bebyggelse, ejerlav)
- Kindvig Hoved (bebyggelse)
- Kindvig Skov (bebyggelse)
- Kindvig Strand (bebyggelse)
- Lille Kindvig (bebyggelse)
- Lunden (bebyggelse)
- Mern (bebyggelse)
- Mern Hestehave (bebyggelse)
- Mern Skovhuse (bebyggelse)
- Nedermarken (bebyggelse)
- Nørre Mern (bebyggelse, ejerlav)
- Sageby (bebyggelse, ejerlav)
- Sandvig (bebyggelse, ejerlav)
- Sandvig Kohave (bebyggelse)
- Skalsby (bebyggelse, ejerlav)
- Stenlænge (bebyggelse)
- Sønder Mern (bebyggelse, ejerlav)
- Tågeby (bebyggelse, ejerlav)
- Øagergård (bebyggelse)
- Østergårdsstræde (bebyggelse)